# Devon
Devon of Devonshire is een graafschap in het zuidwesten van Engeland. De hoofdstad van Devon is Exeter, dat ook de hoofdstad van een bisdom van de Anglicaanse Kerk is.
Met Devon kan zowel het historische graafschap als het administratieve graafschap worden bedoeld, hoewel Plymouth en Torbay twee zelfstandige bestuurlijke eenheden zijn. Er wonen in heel Devon ruim een miljoen inwoners, waarvan 787.171 in het administratieve graafschap.

## Overzicht districten
| Lokaal bestuurde gebieden en plaatsen | Lokaal bestuurde gebieden en plaatsen |
| Nr.                                   | District/Unitary                      |
| ------------------------------------- | ------------------------------------- |
| 1                                     | North Devon                           |
| 2                                     | Torridge                              |
| 3                                     | Mid Devon                             |
| 4                                     | East Devon                            |
| 5                                     | Exeter                                |
| 6                                     | West Devon                            |
| 7                                     | Teignbridge                           |
| 8                                     | Plymouth (unitary authority)          |
| 9                                     | South Hams                            |
| 10                                    | Torbay (unitary authority)            |

| Detailkaart |
| ----------- |
|             |

## Landschap
Devon grenst in het westen aan Cornwall en in het oosten aan de graafschappen Somerset en Dorset. Het is het enige Engelse graafschap dat twee gescheiden kustlijnen heeft: in het noorden grenst het aan het Kanaal van Bristol, in het zuiden aan Het Kanaal.
Het landschap van Devon bestaat vooral uit heuvels. Tussen de kustlijnen in het noorden en zuiden ligt een golvend landbouwgebied. Er zijn twee nationale parken: Dartmoor, dat geheel in Devon ligt, en Exmoor, dat voor een deel ook in Somerset ligt.

## Toerisme
De bronnen van inkomsten zijn vooral het toerisme, de levering van klei voor de nationale aardewerkindustrie, en zware industrie die grotendeels is geconcentreerd rond de grote steden Plymouth en Exeter.
Het zuidwesten van Engeland heeft een relatief zacht klimaat, waardoor er zelfs subtropische plantengroei voorkomt. Andere reden voor een bezoek zijn de mooie authentieke dorpen, het aansprekende landschap en de aanwezigheid van veel prehistorische overblijfselen.

## Afkomstig uit Devon
- Francis Drake (±1540-1596), zeeheld
- Walter Raleigh (1554-1617), schrijver en ontdekkingsreiziger
- George Monck (1608-1670), generaal
- Samuel Bellamy (1689-1717), zeerover
- John Gay (1685-1732), dichter
- Joshua Reynolds (1723-1792), schilder
- John Hanning Speke (1827-1864), ontdekkingsreiziger
- Agatha Christie (1890-1976), schrijver detectives
- Guy Burgess (1911-1963), dubbelspion
- Chris Martin (1977), musicus
- Matthew Bellamy (1978), musicus
- Ben Howard (1988), musicus

## Afbeeldingen

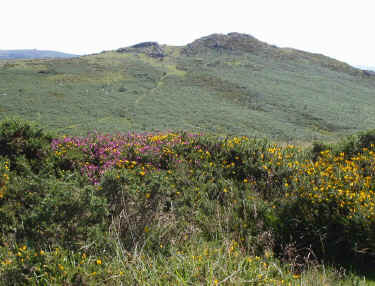
National park Dartmoor
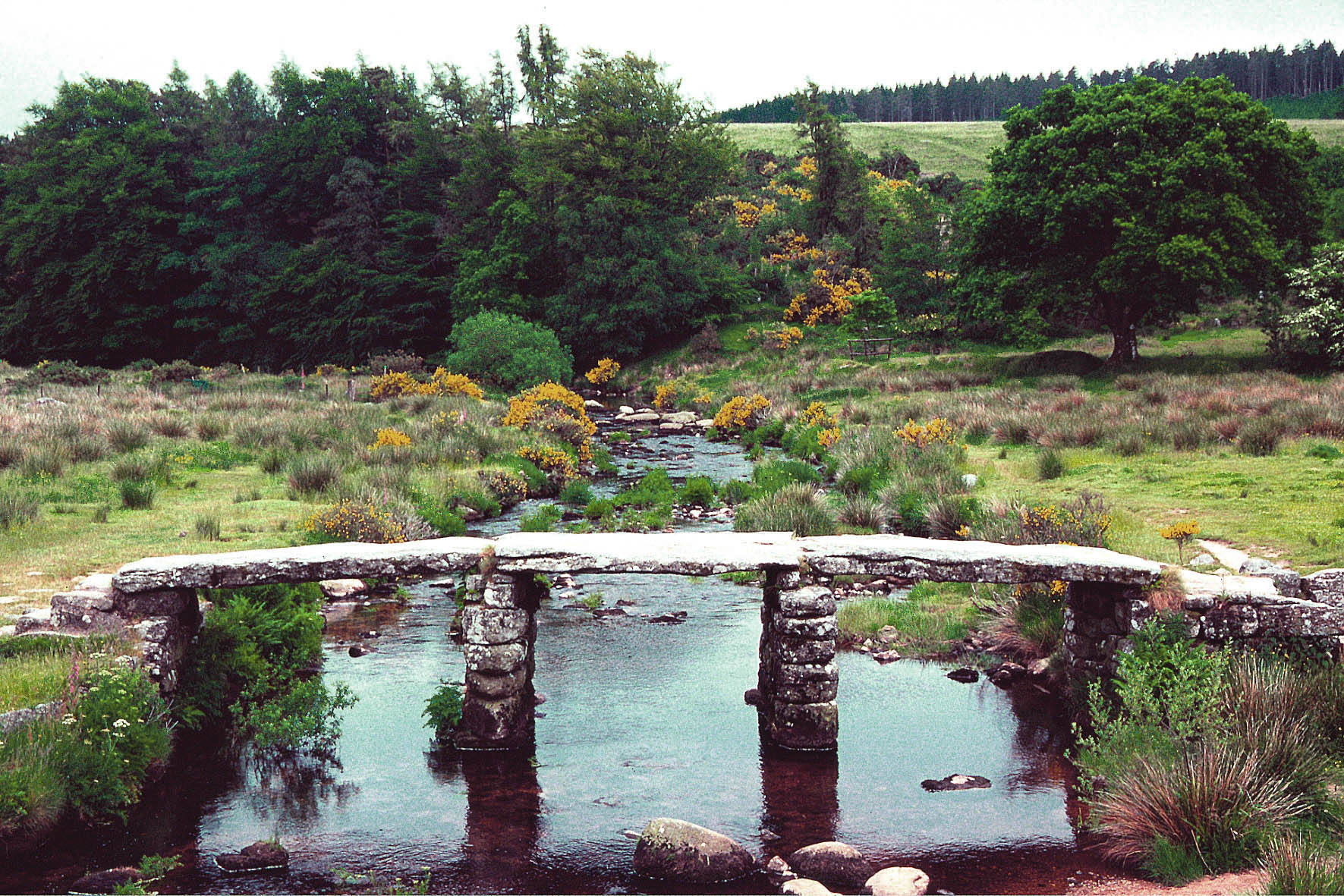
Brug in het nationale park Dartmoor
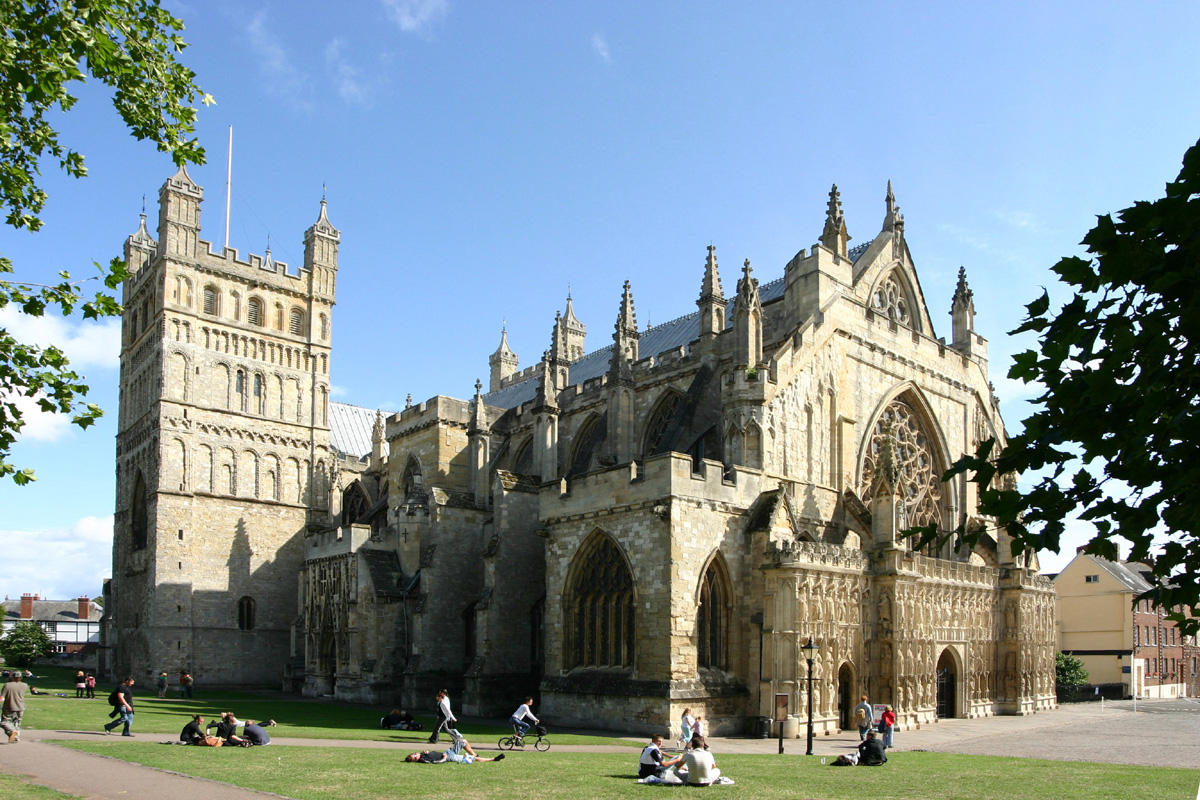
Kathedraal van Exeter
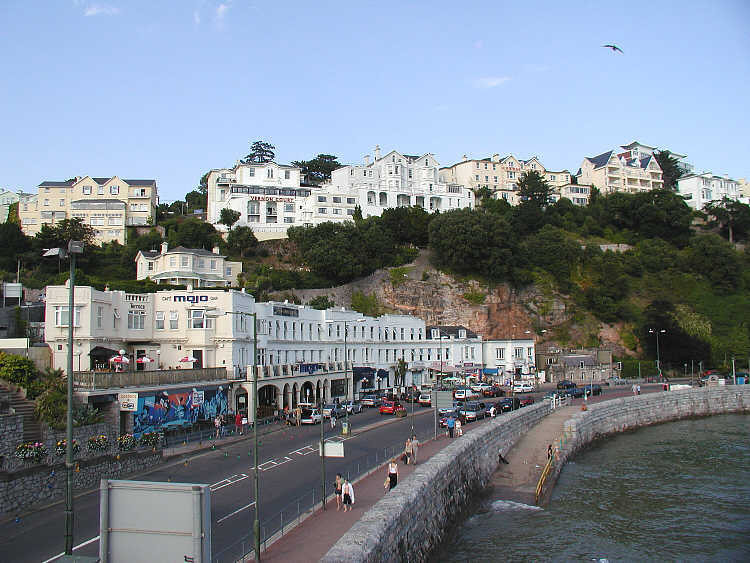
Torquay
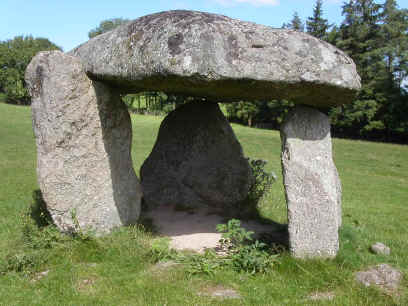
Spinsters' Rock

## Spinsters' Rock
Spinsters' Rock is een hunebed in Devon. Het is een neolithische begraafplaats. De naam is ontleend aan het verhaal dat de stenen op een ochtend, nog voor het ontbijt, door drie 'spinsters' ofwel ongetrouwde volwassen vrouwen, zouden zijn neergezet.